# Willy Max Rademacher

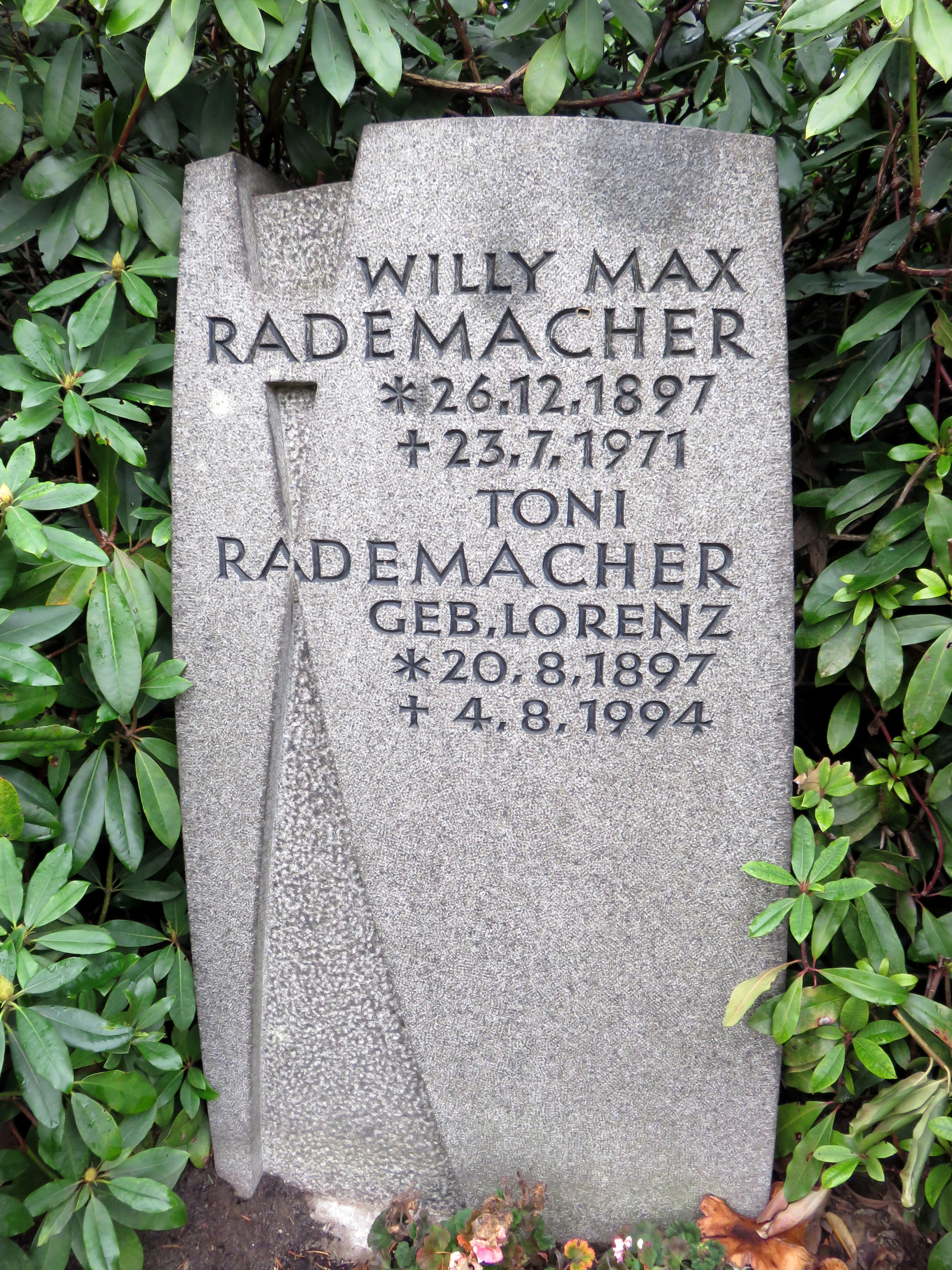
Nagrobek W.M. Rademachera

Willy Max Rademacher (ur. 26 grudnia 1897 w Langenhagen, zm. 22 lipca 1971 w Hamburgu) – niemiecki polityk i przedsiębiorca, parlamentarzysta krajowy i europejski.

## Życiorys
Od 1912 pracował w branży spedycyjnej, m.in. jako kierownik wysyłki. Od 1914 do 1918 uczestniczył w działaniach I wojny światowej. Został partnerem w firmie eksportowej, później założył własne przedsiębiorstwo w branży spedycyjnej i był wspólnikiem biura podróży. Wieloletni działacz stowarzyszeń branżowych, m.in. niemieckiej federacji spedytorów i magazynierów, a od 1959 do 1963 międzynarodowej federacji tej branży (FIATA).
Po I wojnie światowej dołączył do Niemieckiej Partii Demokratycznej. W okresie nazistowskim należał do podziemnej organizacji Gruppe Freies Hamburg. Potem został członkiem Wolnej Partii Demokratycznej, reprezentując lewe skrzydło FDP. Pełnił funkcję szefa jej struktur w Hamburgu (1946–1958, 1966–1969) oraz członka zarządu federalnego (1951–1970). Od 1946 zasiadał w landtagu Hamburga. W latach 1949–1965 członek Bundestagu, od 1961 do 1965 oddelegowany do Parlamentu Europejskiego.
Pochowany na Cmentarzu Ohlsdorf w Hamburgu.